# Södra Dryvistjärnen
Södra Dryvistjärnen är en sjö i Malung-Sälens kommun i Dalarna och ingår i Dalälvens huvudavrinningsområde.